# Radboud (biskup)
Radboud z Utrechtu, Święty Radboud, również: Radboud utrechcki (ur. ok. 850 roku, zm. 29 listopada 917) – biskup Utrechtu (899/900—917), uważany za świętego przez Kościół katolicki.

## Życiorys
Pochodził z frankijskiej rodziny arystokratycznej. Jego ojcem był hrabia Namuru. Studiował filozofię, dialektykę i retorykę w klasztorze Świętego Marcina, gdzie został uczniem opata Hugona. Uchodzi za jednego z najwybitniejszych przedstawicieli tzw. renesansu karolińskiego. Od imienia Radbouda nazwano jeden z uniwersytetów oraz szpital w Nijmegen: Uniwersytet im. Radbouda w Nijmegen i Uniwersyteckie Centrum Medyczne (Universitair Medisch Centrum St Radboud). Wspomnienie liturgiczne św. Radbouda w Kościele katolickim obchodzone jest 28 listopada, czyli w dniu jego śmierci.